# 石磊部落
石磊部落（泰雅語：Quri），為臺灣新竹尖石鄉玉峰村後山的一個泰雅族部落，位於馬里闊丸溪右側。該部落的宗教信仰主要是基督教 、天主教。